# ウォルター・ラッセル・ミード

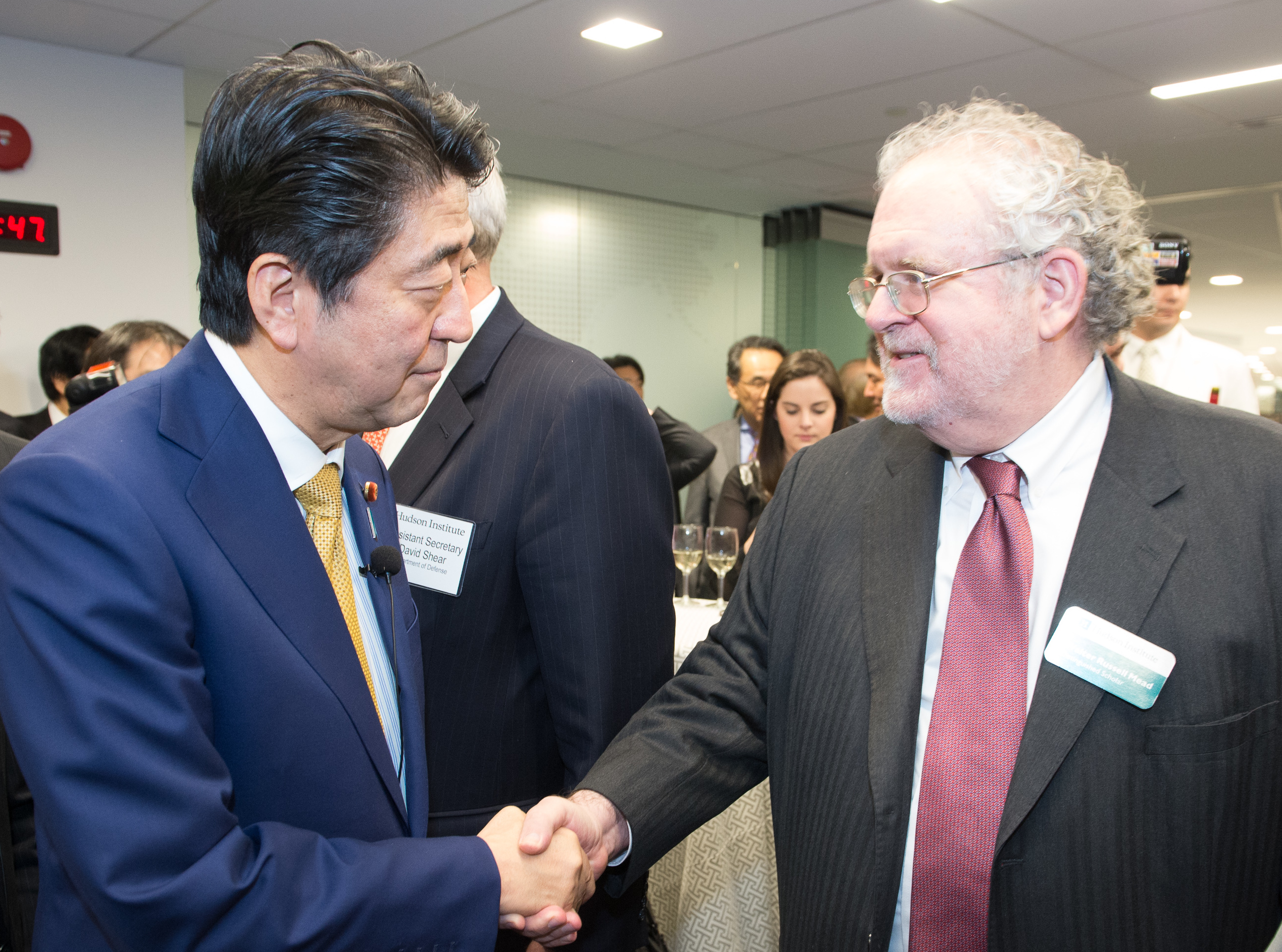
安倍晋三首相（当時）とミード（2016年）

ウォルター・ラッセル・ミード（Walter Russell Mead、1952年6月12日 - ）は、アメリカの政治学者。バード大学教授。
外交シンクタンク「ニュー・アメリカ・ファウンデーション」共同創始者。専門は、アメリカ外交政策。サウスカロライナ州コロンビア生まれ。エール大学卒業。
ニュースクール大学世界政策研究所研究員（1987-1997）、外交問題評議会フェロー（1997-2010）を経て、現職。

## 著書
- Mortal splendor: the American empire in transition, Houghton Mifflin, 1987.
- Special providence: American foreign policy and how it changed the world, Alfred A. Knopf, 2001.
- Power, terror, peace, and war: America's grand strategy in a world at risk, Alfred A. Knopf, 2004.
- God and gold: Britain, America, and the making of the modern world, Alfred A. Knopf, 2007.

『神と黄金――イギリス、アメリカはなぜ近現代世界を支配できたのか』、上下巻、寺下滝郎訳、青灯社、2014年

### 編著
- The bridge to a global middle class: development, trade and international finance, edited with Sherle R. Schwenninger, Kluwer Academic, 2003.